# Anacleto Bendaña
Anacleto Bendaña Montoya (n. 1790, en Honduras – 1859) fue un militar y político de inclinación conservadora, Jefe de Estado de Honduras entre el 13 de septiembre al 24 de octubre de 1827. Era conocido también como “Cleto” Bendaña.

## Jefatura de Estado
El 7 de marzo de 1827, el general José Justo Milla al mando de las tropas federales centroamericanas recibió órdenes de Manuel José de Arce y Fagoaga de avanzar sobre Comayagua, eliminar al gobierno hondureño de Dionisio de Herrera, perseguir a los amigos de éste y dar protección a sus adversarios.
El 10 de mayo, Dionisio de Herrera fue derrocado, y mandado arrestado hacia Guatemala; el general José Justo Milla se hizo cargo de la jefatura de estado y designó interinamente al general “Cleto” Bendaña como sucesor, del 13 de septiembre al 24 de octubre, asimismo se nombró al licenciado Juan Lindo, como presidente de la Asamblea Legislativa y como secretarios a los señores Teodosio Avilés y Ciriaco Velásquez; por su parte el Teniente coronel Milla Pineda se vería volcado en buscar al general Francisco Morazán dentro del territorio hondureño y al cual se enfrentaría un 11 de noviembre del mismo año en la Batalla de La Trinidad, de la cual el general Milla Pineda saldría derrotado y exiliado. Para ese entonces, quien estaba en la administración de la jefatura de estado de Honduras era José Jerónimo Zelaya Fiallos, ya que el general “Cleto” Bendaña la entregaría el 24 de octubre de 1827 a Miguel Eusebio Bustamante, y luego fue nombrado José Jerónimo Zelaya Fiallos.